# Ambrosian Singers
De Ambrosian Singers is een van Londens bekendste vocale groepen. De groep wordt vooral gewaardeerd voor het uiteenlopende repertoire.

## Geschiedenis
De groep werd opgericht na de Tweede Wereldoorlog. Een van de oprichters was Denis Stevens (1922), een Brits musicoloog en altviolist, die in 1949 voor de muziekafdeling van de BBC ging werken, en programma’s over Renaissance en Barokmuziek maakte. De andere oprichter was John McCarthy (1919), een beroepszanger (tenor).
De Ambrosian Singers was aanvankelijk een klein professioneel koor, maar groeide geleidelijk aan steeds verder uit. De groep heeft meegedaan aan menig kerstalbum, en heeft gezongen met onder andere pop- en rock-artiesten als Neil Diamond, Grace Jones en Julie Andrews.

## Filmmuziek
De groep heeft ook veel filmmuziek opgenomen, voor films als Brainstorm, Krull, Chariots of Fire en The Secret of NIMH, en assisteerde ook bij het opnemen van Italiaanse filmmuziek van Ennio Morricone en Nino Rota, Henry Mancini en Miklos Rozsa en MGM Classic Musicals.

## Opera's
Ambrosian Singers wordt ook wel Ambrosian Opera Chorus, Ambrosian Chorus, Ambrosian Choir of The John McCarthy Singers genoemd. Het ensemble heeft talrijke opnames gemaakt van volledige opera's onder verschillende bekende dirigenten, waaronder Zubin Mehta, Carlo Maria Giulini, Claudio Abbado, Lamberto Gardelli, Nello Santi , Julius Rudel, Georges Prêtre en vele anderen. Van 1961 tot 1966, toen McCarthy koorzanger was van het London Symphony Orchestra, stonden de Ambrosian Singers bekend als het London Symphony Orchestra Chorus.
Onder verschillende namen is het ensemble verschenen in verschillende soorten albums met vele beroemde operazangers zoals opgenomen recitals, gewijde muziek, geselecteerde aria's en complete opera's met onder meer Montserrat Caballé, Joan Sutherland, Kiri Te Kanawa, Luciano Pavarotti, Plácido Domingo en José Carreras.